# Rebecca Black

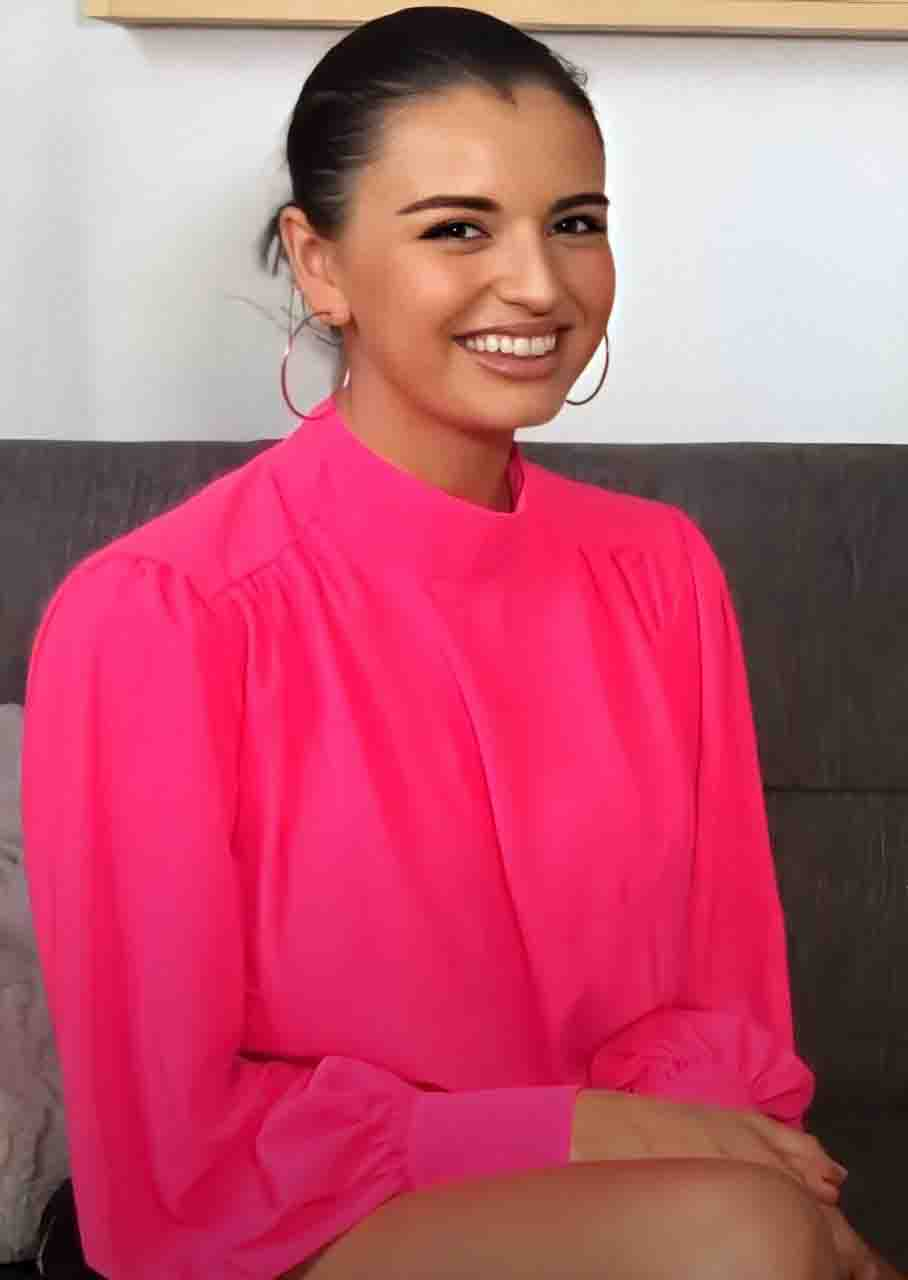
Rebecca Black (2019)

Rebecca Renee Black (* 21. Juni 1997 in Anaheim, Kalifornien) ist eine US-amerikanische Sängerin. Bekanntheit erlangte sie 2011 im Alter von 13 Jahren durch die Veröffentlichung des Pop-Songs Friday auf der Videoplattform YouTube. In wenigen Tagen wurde das Musikvideo millionenfach aufgerufen.

## Biografie
Rebecca Black lebt in Anaheim, ihre Eltern sind Tierärzte. Bereits im Alter von zwei Jahren wurde ihr Ballettunterricht gegeben. Seit 2008 ist sie Mitglied in einem Chor namens Celebration USA, der auf verschiedenen Veranstaltungen und zu verschiedenen Anlässen die Nationalhymne der USA singt. Dadurch wurde ihr Interesse am Gesang geweckt und Black nahm an Talentwettbewerben und am Sommerlager der Orange County High School of the Arts teil.
Im April 2020 outete sich Black als queer.

## Karriere
Eine Freundin machte sie im Herbst 2010 auf das Plattenlabel ARK Music aufmerksam. Black sang einige Probeaufnahmen ein, von denen ihr Friday am besten gefiel. Obwohl ihre Mutter an der Qualität des Textes zweifelte, gab sie dem Willen ihrer Tochter nach.
Anfang Januar 2011 wurde dazu ein Musikvideo gedreht. Die Produktionskosten übernahmen teilweise Blacks Eltern, um ihrer Tochter die Rechte an dem Lied zu sichern. Das fertige Video wurde vom Label beim Online-Netzwerk YouTube eingestellt, wo es die Aufmerksamkeit des Comedians Daniel Tosh erregte, der am 11. März 2011 über das Video in seinem Blog Tosh.0 negativ berichtete. Binnen weniger Stunden stiegen die Zugriffszahlen auf über 100.000 und ARK Music erhielt Anfragen von Fernsehsendern nach dem Lied. Die Popularität von Friday stieg rasant, sodass es bis zum 16. Juni 2011 fast 167 Millionen Mal angesehen wurde. Bis zur endgültigen Entfernung am 16. Juni 2011 wurde das Video bei YouTube ca. 3,3 Millionen Mal negativ und über 462.000 Mal positiv bewertet. Zu diesem Zeitpunkt befand sich das Video weltweit auf Platz eins der Videos mit den meisten Negativbewertungen. Auch die meisten Kritiken fielen negativ aus, so wurde Friday als „schlechtester Song aller Zeiten“, „bizarr“ und „unbeholfen“ bezeichnet.
Über iTunes und andere Plattformen wurde der Titel in der ersten Woche rund 43.000-mal kostenpflichtig heruntergeladen, das Musikmagazin Billboard schätzt Blacks Einnahmen daraus auf rund 25.000 US-Dollar. In der Chartwoche ab 28. März 2011 debütierte das Lied auf Platz 72 der Billboard Hot 100. Zwischenzeitlich wurde das Lied als Klingelton angeboten, in den iTunes-Charts stand es auf Platz 13. Darüber hinaus wurden einige Coverversionen und viele Parodien des Stücks auf YouTube veröffentlicht. Der Song wurde auch in der Serie Glee (Staffel 2, Folge 20) gecovert.
Am 25. März engagierte Black einen Manager, der laut seinen Angaben von mehreren Songwritern und Labels mit Ideen für weitere Veröffentlichungen und Alben kontaktiert wurde. In einem Interview mit der britischen Tageszeitung The Sun kündigte Black an, ein neues Lied mit dem Titel LOL aufzunehmen, der auch in ein bei dem Flying Pig Productions studio in Vorbereitung befindliches Album einfließen solle. Dieses Album soll in Aufbau und Inhalt Friday ähnliche Lieder enthalten, die laut Black „angemessen und sauber“ sein sollen.
Am 16. Juni 2011 wurde ihr Musikvideo von YouTube mit der Begründung „Dieses Video ist aufgrund des Urheberrechtsanspruchs von Rebecca Black nicht mehr verfügbar“ entfernt. Grund sind Streitigkeiten mit dem Label Ark Music, welches das Video nur noch kostenpflichtig (für den Preis von 2,99 US-Dollar) zugänglich machen wollte.
Als Hommage an ihr Lied Friday durfte Black im Musikvideo zu Last Friday Night (T.G.I.F.) von Katy Perry mitspielen.
Am 18. Juli 2011 wurde ein neues Lied namens My Moment samt Video auf einem neuen Kanal auf YouTube veröffentlicht, welches innerhalb von 24 Stunden bereits über zwei Millionen Aufrufe verzeichnen konnte. Wie auch bei Friday gab es einen regelrechten „Aufruf-Wahn“, der allerdings nach einer Woche wieder nachließ. Am 16. September 2011 lud Black ihr erstes Musikvideo zu Friday erneut auf YouTube.
Am 23. November 2012 veröffentlichte sie ihren Song In Your Words samt Video auf YouTube. Im Musikstil und in der Aufbereitung des Videos zeichnet sich eine deutliche Veränderung gegenüber den ersten Titeln ab. Am 7. Dezember 2013 veröffentlichte sie ihren Song Saturday, der auch wie die vorangegangenen Songs als Musikvideo auf YouTube abrufbar ist und erreichte in den ersten 24 Stunden 3,7 Millionen Aufrufe. Angeblich soll er eine nicht ernst gemeinte Fortsetzung von Friday sein.
2016 veröffentlichte sie nach fast drei Jahren mit The Great Divide wieder eine Single. 2017 veröffentlichte sie neben den Songs Foolish und Heart Full of Scars zudem ihre erste EP namens RE/BL.
Am 10. Februar 2021 veröffentlichte Black zum zehnjährigen Jubiläum des Originalvideos einen Remix des Titels Friday auf ihrem YouTube-Kanal. An der Neufassung wirkten Dorian Electra, Big Freedia und 3OH!3 mit. Das Video wurde innerhalb der ersten 48 Stunden fast 1,5 Millionen Mal aufgerufen und ist damit erfolgreicher als ihre letzten Musikvideos. Im Vergleich zum Original von 2011 verzeichnet der Remix einen deutlich höheren Anteil an positiven Bewertungen.
Daraufhin veröffentlichte Black am 16. Juni 2021 die EP Rebecca Black Was Here mit den vorherigen Singleauskopplungen Girlfriend, Worth It for the Feeling und Personal. Stilistisch ist das aus sechs Liedern bestehende Album im Synth- und Hyperpop angesiedelt. 2023 veröffentlichte Black ihr erstes vollständiges Studioalbum Let Her Burn.

## Diskografie (Auswahl)

### Alben
- 2023: Let Her Burn

### EPs
- 2017: RE/BL
- 2021: Rebecca Black Was Here

### Singles
- 2011: Friday
- 2011: My Moment
- 2011: Person of Interest
- 2012: Sing It
- 2012: In Your Words
- 2013: Saturday
- 2016: The Great Divide
- 2017: Foolish
- 2018: Satellite
- 2019: Anyway
- 2021: Read My Mind  (feat. Slayyyter)
- 2024: Sugar Water Cyanide

### Musikvideos
| Titel               | Länge | Upload- datum | Aufrufe    | Bewertungen | Bewertungen | Bewertungen | Bewertungen | Link    |
| Titel               | Länge | Upload- datum | Aufrufe    | positiv     | positiv     | negativ     | negativ     | Link    |
| Titel               | Länge | Upload- datum | Aufrufe    | Anzahl      | Anteil      | Anzahl      | Anteil      | Link    |
| ------------------- | ----- | ------------- | ---------- | ----------- | ----------- | ----------- | ----------- | ------- |
| Friday              | 3:47  | 10. Feb. 2011 | 167,0 Mio. | 0.462 Tsd.  | 12,28 %     | 3.300 Tsd.  | 87,72 %     | YouTube |
| My Moment           | 3:25  | 18. Juli 2011 | 042,2 Mio. | 0.469 Tsd.  | 38,73 %     | 0.742 Tsd.  | 61,27 %     | YouTube |
| Friday              | 3:47  | 16. Sep. 2011 | 152,2 Mio. | 1.308 Tsd.  | 25,00 %     | 3.924 Tsd.  | 75,00 %     | YouTube |
| Person of Interest  | 3:20  | 15. Nov. 2011 | 008,7 Mio. | 0.089 Tsd.  | 37,71 %     | 0.147 Tsd.  | 62,29 %     | YouTube |
| Sing It             | 2:52  | 8. Mai 2012   | 003,7 Mio. | 0.067 Tsd.  | 67,68 %     | 0.032 Tsd.  | 32,32 %     | YouTube |
| In Your Words       | 3:05  | 23. Nov. 2012 | 002,8 Mio. | 0.061 Tsd.  | 82,43 %     | 0.013 Tsd.  | 17,57 %     | YouTube |
| Saturday            | 4:08  | 7. Dez. 2013  | 034,6 Mio. | 0.455 Tsd.  | 66,62 %     | 0.228 Tsd.  | 33,38 %     | YouTube |
| The Great Divide 1  | 3:51  | 3. Sep. 2016  | 004,3 Mio. | 0.117 Tsd.  | 94,35 %     | 0.007 Tsd.  | 05,65 %     | YouTube |
| Foolish             | 3:12  | 29. Apr. 2017 | 001,9 Mio. | 0.062 Tsd.  | 92,54 %     | 0.005 Tsd.  | 07,46 %     | YouTube |
| Heart Full of Scars | 4:01  | 16. Sep. 2017 | 000,5 Mio. | 0.019 Tsd.  | 95,00 %     | 0.001 Tsd.  | 05,00 %     | YouTube |
| Satellite           | 3:27  | 4. Juni 2018  | 001,2 Mio. | 0.043 Tsd.  | 93,48 %     | 0.003 Tsd.  | 06,52 %     | YouTube |
| Anyway              | 3:55  | 14. Feb. 2019 | 001,5 Mio. | 0.057 Tsd.  | 93,44 %     | 0.004 Tsd.  | 06,56 %     | YouTube |
| Do You?             | 3:29  | 28. Juni 2019 | 001,0 Mio. | 0.064 Tsd.  | 98,46 %     | 0.001 Tsd.  | 01,54 %     | YouTube |
| Sweetheart          | 4:05  | 26. Okt. 2019 | 001,0 Mio. | 0.041 Tsd.  | 93,18 %     | 0.003 Tsd.  | 06,82 %     | YouTube |
| Self Sabotage 3     | 3:55  | 12. März 2020 | <00,1 Mio. | 0.004 Tsd.  | 97,04 %     | <0.01 Tsd.  | 02,96 %     | YouTube |
| Closer 2            | 2:53  | 12. März 2020 | <00,1 Mio. | 0.003 Tsd.  | 95,09 %     | <0.01 Tsd.  | 04,91 %     | YouTube |
| Alone Together 3    | 3:14  | 17. Mai 2020  | 000,2 Mio. | 0.006 Tsd.  | 90,07 %     | <0.01 Tsd.  | 09,93 %     | YouTube |
| Girlfriend          | 3:30  | 29. Jan. 2021 | 000,7 Mio. | 0.044 Tsd.  | 97,78 %     | 0.001 Tsd.  | 02,22 %     | YouTube |
| Friday (Remix)      | 3:01  | 10. Feb. 2021 | 002,7 Mio. | 0.116 Tsd.  | 76,82 %     | 0.035 Tsd.  | 23,18 %     | YouTube |
| Personal            | 2:34  | 23. Apr. 2021 | 000,1 Mio. | 0.009 Tsd.  | 97,48 %     | <0.01 Tsd.  | 02,52 %     | YouTube |
| Gesamt              | —     | —             | 426,5 Mio. | 3,50 Mio.   | 29,29 %     | 8,45 Mio.   | 70,71 %     | —       |

Anmerkungen